# American Hebrew
 American Hebrew  — еженедельный еврейский журнал, выходящий в Нью-Йорке с ноября 1879 года.

## История
Основателем журнала был Сола Мендес. Хотя в программной статье «American Hebrew» от имени редакции было заявлено, что направление журнала будет консервативным, тем не менее, редакция на первых же порах стала помещать статьи самого разнообразного направления, и «American Hebrew» ни в каком случае не мог быть назван консервативным органом. Страдая неясностью общей программы, не руководясь какими-либо определёнными принципами, «American Hebrew» не менее грешило и в смысле качества материала: целые столбцы были наполнены псевдонаучными теологическими и историческими статьями, в лучшем случае являющимися простыми компиляциями работ западноевропейских учёных и раввинов. Этот научный балласт занимал обыкновенно половину журнала; другая половина заполнялась хроникой местной жизни и учреждений, причём приводились детальные биографии различных местных деятелей, весьма часто совершенно незначительных. Неприятно поражал также апологетический тон «American Hebrew»: получается впечатление, будто авторы пишут главным образом для предубеждённых против евреев христиан с целью доказать, что евреи вовсе уже не так плохи, как о них думают их враги.
При таких недостатках нет ничего удивительного, что журнал не пользовался популярностью среди широких слоёв еврейского населения и что он существовал лишь благодаря поддержке немецких иммигрантов. Нельзя, однако, отрицать и некоторые заслуги за «American Hebrew». Так, в первых его номерах появились письма знаменитых европейских деятелей, протестовавших против румынского правительства, исказившего смысл Берлинского трактата и объявившего евреев иностранцами, не имеющими в Румынии никаких политических прав. Протесты эти в то время облетели весь мир и заставили говорить о себе всю европейскую прессу. В начале 80-х годов XIX века «American Hebrew» немало сделано было и для русских иммигрантов; его же деятельной агитации обязаны своим возникновением «Hebrew Technical Institut» и «Jewish Theological Seminary»; оба учреждения — в Нью-Йорке. Наконец, следует упомянуть и о печатавшейся в 1900 году анкете о положении румынских евреев; эта анкета была произведена Давидом Блауштейном, специально отправленным редакцией «American Hebrew» в Яссы и Бухарест для всестороннего освещения еврейских беспорядков в Румынии.

## Хронология
В XX веке American Hebrew поглотил ряд других региональных и религиозных еврейских периодических изданий, в том числе  The Jewish Chronicle .
За эти годы журнал испытал ряд слияний и изменений в названии
.
- Впервые еврейский еженедельник появился под названием «American Hebrew» с 21 ноября 1879 года до 26 декабря 1902 года.
- Затем он появился под названием «American Hebrew & Jewish Messenger» с 2 января 1903 по 21 апреля 1922 года.
- Потом выходил под названием «American Hebrew» между 28 апреля 1922 года и 29 января 1932 года.
- После слияния с «New York Jewish Tribune», стал выходить под названием «American Hebrew and Jewish Tribune» с 5 февраля 1932 года по 24 октября 1935 года.
- Вновь выходил под названием «American Hebrew» с 1 ноября 1935 года по 14 сентября 1956 года.
- После слияния с Examiner, он отказался от еврейского названия и был переименован в  American Examiner . Он продолжал свою деятельность с 20 сентября 1956 года по 15 октября 1970 года.